# Гневоміровиці
Гневоміровиці (пол. Gniewomirowice) — село в Польщі, у гміні Мілковиці Легницького повіту Нижньосілезького воєводства.
Населення — 360 осіб (2011).
У 1975-1998 роках село належало до Легницького воєводства.

## Демографія
Демографічна структура станом на 31 березня 2011 року:
|          | Загалом | Допрацездатний вік | Працездатний вік | Постпрацездатний вік |
| -------- | ------- | ------------------ | ---------------- | -------------------- |
| Чоловіки | 187     | 44                 | 128              | 15                   |
| Жінки    | 173     | 34                 | 103              | 36                   |
| Разом    | 360     | 78                 | 231              | 51                   |